# سیارک ۶۵۴۰
سیارک ۶۵۴۰ (به انگلیسی: 6540 Stepling، نامگذاری:1982SL1) شش هزار و پانصد و چهلمین سیارک کشف شده‌است که در ۱۶ سپتامبر ۱۹۸۲ کشف شد.
قدر مطلق سیارک برابر ۱۴٫۴۰ است.